# Twardziele
Twardziele – albański film fabularny z roku 1970 w reżyserii Gëzima Erebary. Jeden z pierwszych filmów albańskich przeznaczonych dla widowni dziecięcej.

## Opis fabuły
Ilir jest rozpieszczonym przez rodziców egoistą, mieszkającym w Tiranie. Różni się tym od swoich kolegów, którzy z pełnym zaangażowaniem pracują dla wspólnego dobra. Przełomem w życiu Ilira jest wyjazd z grupą alpinistów w góry północnej Albanii. Dzięki temu doświadczeniu spojrzy na swoje życie z innej perspektywy.

## Obsada
- Artan Santo jako Ilir Gjinari
- Mevlan Shanaj jako przewodnik
- Edmond Gozhdari jako Sokol
- Agim Mujo jako Ardian
- Zana Turku jako Valbona
- Tinka Kurti jako matka Ilira
- Sandër Prosi jako Marku
- Demir Hyskja jako Astrit
- Kujtim Disha jako Drita
- Adrian Devolli jako Petrit
- Leonard Daliu jako Dashamir
- Bajram Matjani jako Arben
- Niko Hobdari jako Berti
- Xhaxhi Busho
- Myzejen Njala